# Франекер
Франекер (нидерл. Franeker, з.-фриз. Frjentsjer) — город в общине Вадхуке провинции Фрисландия в Нидерландах.

## География
Город Франекер расположен на севере Нидерландов, в провинции Фрисландия. До 1984 года он являлся общиной, а затем до 2018 года был административным центром общины Франекерадел. 1 января 2018 года общины Франекерадел, Хет-Билдт, Менамерадил и частично Литтенсерадил были объединены и образована новая община Вадхуке, куда был включён и сам город. Население города составляет около 13.500 человек. Франекер лежит на канале Ван Харинксма, между городами Харлинген на западе, и Леуварден на востоке.

## Экономика и транспорт
В городе имеются судовая верфь, мебельная фабрика и несколько мелких промышленных предприятий. Через Франекер проходит железная дорога.

## История

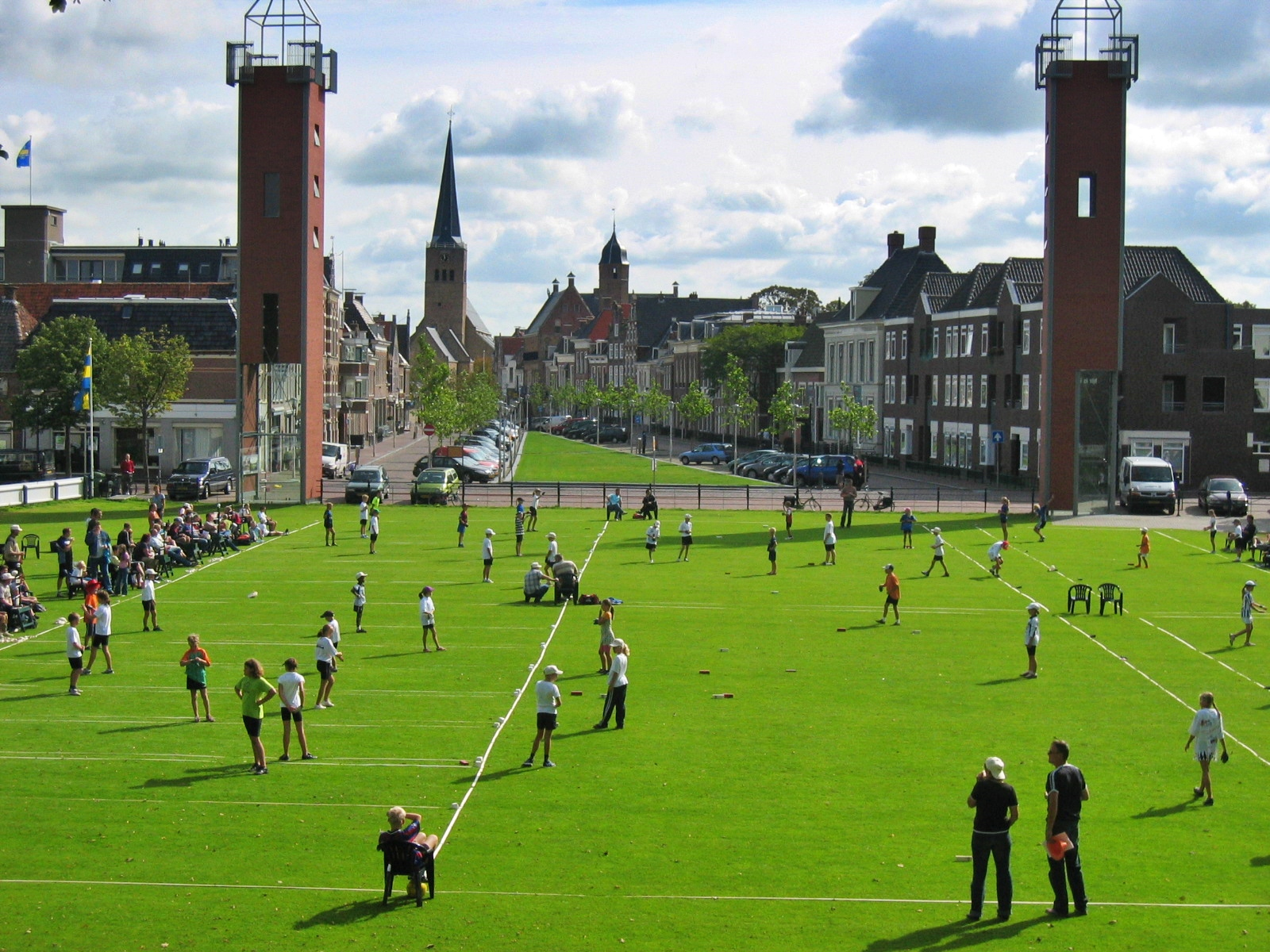
Франекер

Город Франекер был основан в XI столетии.
С 1585 по 1811 год он обладал собственным университетом, в здании которого ныне расположилась психиатрическая лечебница.
В годы Второй мировой войны, во время оккупации Нидерландов немецкими войсками, во Франекере находилась военно-морская база вермахта.

## Достопримечательности
Особый интерес во Франекере представляет его живописный, хорошо сохранившийся средневековый центр с такими памятникасм, как церковь св. Мартина (1420—1425), ратуша в стиле эпохи Возрождения (1591—1594), старейший в мире планетарий — Планетарий Эйзинга (1774—1781).